# The Midnight Snack
The Midnight Snack (tựa Việt: Bữa ăn nhẹ lúc nửa đêm) là phim hoạt hình năm 1941 của hãng MGM và là tập phim thứ hai của series phim hoạt hình đình đám Tom và Jerry. Phim được ra rạp vào ngày 19 tháng 7 năm 1941 và phát hành lại vào 1958, do William Hanna và Joseph Barbera làm đạo diễn, giám sát và phối khí âm nhạc do Scott Bradley và do Fred Quimby sản xuất.

## Nhân vật
- Mèo Tom
- Chuột Jerry
- Bà chủ nhà Mammy Two Shoes

## Lồng tiếng
- Clarence Nash trong vai Tom Cat
- William Hanna trong vai chuột Jerry
- Lillian Randolph trong vai Mammy Two Shoes (phiên bản gốc năm 1941)
- Thea Vidale trong vai Mammy Two Shoes (phiên bản làm lại 1989)

## Nội dung
Một ngày nọ, Jerry đang lấy phô mai về nhà của mình thì bị Tom phát hiện và ngăn cản. Sau đó, Tom giữ đuôi Jerry vào một cái bàn ủi. Thế là Tom bắt đầu ăn một số thức ăn trong tủ lạnh từ xúc xích đến kem... Nhưng lúc đó, Jerry tẩu thoát nhưng vẫn bị Tom ngăn cản. Sau đó, Tom ăn thạch. Thế là bụng Tom lung lay đến tận đuôi. Jerry thấy vậy rồi cười. Tom cho Jerry ăn phô mai nhưng Jerry bị lừa. Sau đó, Tom xịt kem lên người Jerry và gắn quả anh đào lên trên. Nhưng sau đó Tom ném phô mai vào tủ dĩa và một số dĩa đã bị vỡ. Thế là bà chủ nhà Mammy đã phát hiện được. Tom dùng cách bỏ Jerry vào tủ lạnh. Nhưng bà chủ nhà sợ khi thấy Jerry trong tủ lạnh. Sau đó, Jerry cột Tom vào ghế. Sau đó, Tom làm bà chủ nhà rơi khỏi ghế. Kế đó, Jerry hạ gục Tom bằng cách mở nắp thùng rác. Rồi Jerry nhảy vào máy nướng bánh mì. Jerry cháy đuôi rồi thả đuôi vào nước, rồi Jerry trèo lên màn cửa và nhảy ra khỏi tủ. Tom cũng trèo lên đó nhưng Tom đã bị rơi. Sau đó Jerry đâm nĩa vào Tom và Tom rơi vào chậu rửa chén. Tom làm vỡ hết đĩa đã làm sạch xong và đi đến tấm chà rửa, rồi đến máy cán rồi cuối cùng là đến tủ lạnh và làm rơi sạch hết đồ ăn trong tủ lạnh. Bà chủ nhà Mammy quay trở lại phòng bếp và thấy cả phòng bếp đã bị ai đó làm xáo trộn tất cả. Sau đó, bà chủ nhà mở tủ lạnh ra là thấy Tom. Kết cục là Tom bị bà chủ nhà mắng và Jerry ăn mừng bằng miếng phô mai.